# Komenda Rejonu Uzupełnień Toruń

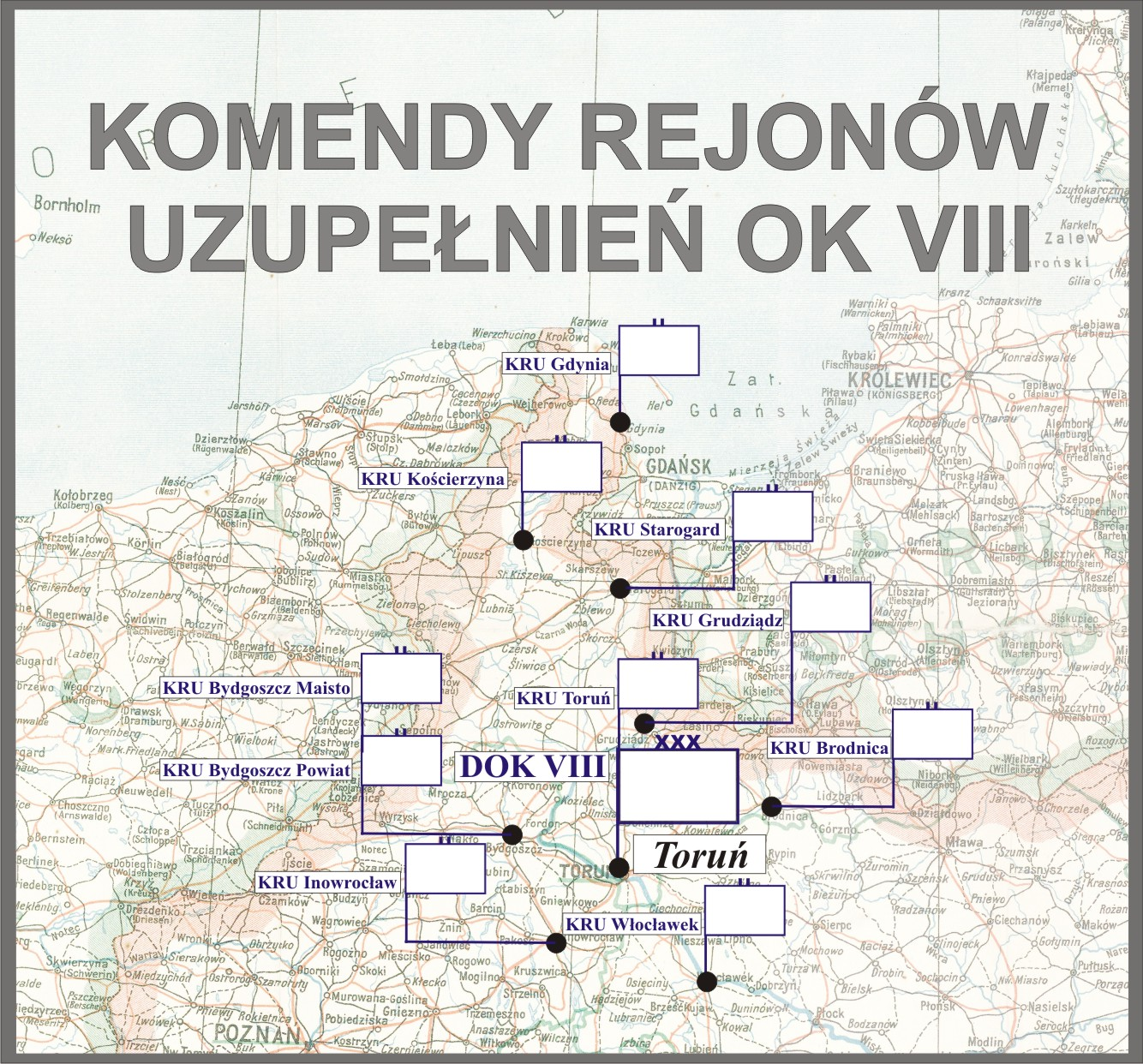
Komendy rejonów uzupełnień OK VIII

Komenda Rejonu Uzupełnień Toruń (KRU Toruń) – organ wojskowy właściwy w sprawach uzupełnień Sił Zbrojnych II Rzeczypospolitej i administracji rezerw w powierzonym mu rejonie.

## Historia komendy
W czerwcu 1921 roku PKU Toruń była podporządkowana Dowództwu Okręgu Generalnego „Pomorze” i obejmowała swoją właściwością powiaty: brodnicki, lubawski, toruński i wąbrzeski.
15 listopada 1921 roku, po wprowadzeniu podziału kraju na dziesięć okręgów korpusów oraz wprowadzeniu pokojowej organizacji służby poborowej, dotychczasowa PKU Toruń została podporządkowana Dowództwu Okręgu Korpusu Nr VIII w Grudziądzu, a następnie w Toruniu, i obejmowała swoją właściwością powiaty: brodnicki, lubawski, toruński i wąbrzeski. W siedzibie starostwa, każdego z czterech powiatów, rezydował oficer ewidencyjny.
18 listopada 1924 roku weszła w życie ustawa z dnia 23 maja 1924 roku o powszechnym obowiązku służby wojskowej, a 15 kwietnia 1925 roku rozporządzenie wykonawcze ministra spraw wojskowych do tejże ustawy, wydane 21 marca tego roku wspólnie z ministrami: spraw wewnętrznych, zagranicznych, sprawiedliwości, skarbu, kolei, wyznań religijnych i oświecenia publicznego, rolnictwa i dóbr państwowych oraz przemysłu i handlu. Wydanie obu aktów prawnych wiązało się z przejęciem przez władze cywilne (administracji I instancji) większości zadań związanych z przygotowaniem i przeprowadzeniem poboru. Przekazanie większości zadań władzom cywilnym umożliwiło organom służby poborowej zajęcie się wyłącznie racjonalnym rozdziałem rekruta oraz ewidencją i administracją rezerw. Do tych zadań dostosowana została organizacja wewnętrzna powiatowych komend uzupełnień i ich składy osobowe. Poszczególne komendy różniły się między sobą składem osobowym w zależności od wielkości administrowanego terenu.
Zadania i nowa organizacja PKU określone zostały w wydanej 27 maja 1925 roku instrukcji organizacyjnej służby poborowej na stopie pokojowej. W skład PKU Toruń wchodziły trzy referaty: I) referat administracji rezerw, II) referat poborowy i referat inwalidzki. Nowa organizacja i obsada służby poborowej na stopie pokojowej według stanów osobowych L. O. I. Szt. Gen. 3477/Org. 25 została ogłoszona 4 lutego 1926 roku. Z tą chwilą zniesione zostały stanowiska oficerów ewidencyjnych.
12 marca 1926 roku została ogłoszona obsada personalna Przysposobienia Wojskowego, zatwierdzona rozkazem Dep. I L. 6000/26 przez pełniącego obowiązki szefa Sztabu Generalnego gen. dyw. Edmunda Kesslera, w imieniu ministra spraw wojskowych. Zgodnie z nową organizacją pokojową Przysposobienia Wojskowego zostały zlikwidowane stanowiska oficerów instrukcyjnych przy PKU, a w ich miejsce utworzone rozkazem Oddz. I Szt. Gen. L. 7600/Org. 25 stanowiska oficerów przysposobienia wojskowego w pułkach piechoty.
Od 1926 roku, obok ustawy o powszechnym obowiązku służby wojskowej i rozporządzeń wykonawczych do niej, działalność PKU Toruń normowała „Tymczasowa instrukcja służbowa dla PKU”, wprowadzona do użytku rozkazem MSWojsk. Dep. Piech. L. 100/26 Pob.
Z dniem 1 stycznia 1927 roku, w związku z likwidacją PKU Szubin i PKU Lubicz, minister spraw wojskowych dokonał zmian w podziale terytorialnym Okręgu Korpusu Nr VIII. W ramach tych zmian do PKU Toruń został włączony powiat rypiński z byłej PKU Lubicz oraz powiat chełmiński, który dotychczas wchodził w skład okręgu poborowego PKU Grudziądz, natomiast powiaty brodnicki i lubawski zostały wyłączone z PKU Toruń i włączone do PKU Grudziądz.
W marcu 1930 roku PKU Toruń była nadal podporządkowana Dowództwu Okręgu Korpusu Nr VIII w Toruniu i administrowała miastem Toruń oraz powiatami: chełmińskim, rypińskim, toruńskim i wąbrzeskim. W grudniu tego roku komenda posiadała skład osobowy typ I.
31 lipca 1931 roku gen. dyw. Kazimierz Fabrycy, w zastępstwie ministra spraw wojskowych, rozkazem B. Og. Org. 4031 Org. wprowadził zmiany w organizacji służby poborowej na stopie pokojowej. Zmiany te polegały między innymi na zamianie stanowisk oficerów administracji w PKU na stanowiska oficerów broni (piechoty) oraz zmniejszeniu składu osobowego PKU typ I–IV o jednego oficera i zwiększeniu o jednego urzędnika II kategorii. Liczba szeregowych zawodowych i niezawodowych oraz urzędników III kategorii i niższych funkcjonariuszy pozostała bez zmian.
1 lipca 1938 roku weszła w życie nowa organizacja służby uzupełnień, zgodnie z którą dotychczasowa PKU Toruń została przemianowana na Komendę Rejonu Uzupełnień Toruń przy czym nazwa ta zaczęła obowiązywać 1 września 1938 roku, z chwilą wejścia w życie ustawy z dnia 9 kwietnia 1938 roku o powszechnym obowiązku wojskowym. Obok wspomnianej ustawy i rozporządzeń wykonawczych do niej, działalność KRU Toruń normowały przepisy służbowe MSWojsk. D.D.O. L. 500/Org. Tjn. Organizacja służby uzupełnień na stopie pokojowej z 13 czerwca 1938 roku. Zgodnie z tymi przepisami komenda rejonu uzupełnień była organem wykonawczym służby uzupełnień .
Komendant rejonu uzupełnień w sprawach dotyczących uzupełnień Sił Zbrojnych i administracji rezerw podlegał bezpośrednio dowódcy Okręgu Korpusu Nr VIII, który był okręgowym organem kierowniczym służby uzupełnień. Rejon uzupełnień nie uległ zmianie i nadal obejmował miasto Toruń oraz powiaty: chełmiński, rypiński, toruński i wąbrzeski. KRU Toruń administrowała powiatem rypińskim do czasu utworzenia KRU Brodnica.

## Obsada personalna
Poniżej przedstawiono wykaz oficerów zajmujących stanowisko komendanta Powiatowej Komendy Uzupełnień i komendanta rejonu uzupełnień oraz wykaz osób funkcyjnych (oficerów i urzędników wojskowych) pełniących służbę w PKU i KRU Toruń, z uwzględnieniem najważniejszych zmian organizacyjnych przeprowadzonych w 1926 i 1938 roku. Wśród podoficerów pełniących służbę w PKU Toruń był m.in. st. sierż. Franciszek Afelt, odznaczony Medalem Niepodległości i Srebrnym Krzyżem Zasługi.
| Komendanci                         | Komendanci                 | Komendanci                          |
| ---------------------------------- | -------------------------- | ----------------------------------- |
| Stopień, imię i nazwisko           | Okres pełnienia obowiązków | Kolejne stanowisko (dalsze losy)    |
| ppłk piech. Feliks Ziegler         | 1920 – 1921                |                                     |
| płk piech. Antoni Szemet           | 1921 – 1922                |                                     |
| ppłk piech. Antoni I Kamiński      | 1 VII 1923 – II 1925       | dowódca I/49 pp                     |
| ppłk piech. Kalikst Kędzierski     | II 1925 – II 1927          | stan spoczynku z dniem 30 IV 1927   |
| ppłk / płk piech. Mieczysław Kawka | III 1927 – XI 1928         | p.o. inspektora poborowego DOK VIII |
| płk piech. Władysław Tarwid        | III 1929 – XII 1931        | dyspozycja dowódcy OK VIII          |
| ppłk piech. Franciszek II Rataj    | III 1932 – IV 1934         | komendant PKU Poznań Miasto         |
| ppłk piech. Jan Rój                | IV 1934 – 1939             | niemiecka niewola                   |

| Obsada pozostałych stanowisk funkcyjnych PKU w latach 1921–1925 | Obsada pozostałych stanowisk funkcyjnych PKU w latach 1921–1925 | Obsada pozostałych stanowisk funkcyjnych PKU w latach 1921–1925 | Obsada pozostałych stanowisk funkcyjnych PKU w latach 1921–1925 |
| --------------------------------------------------------------- | --------------------------------------------------------------- | --------------------------------------------------------------- | --------------------------------------------------------------- |
| I referent                                                      | por. piech. / kanc. Władysław Marian Lekszycki                  | do X 1924                                                       | II referent                                                     |
| I referent                                                      | kpt. kanc. Stanisław VI Dąbrowski                               | od X 1924                                                       |                                                                 |
| II referent                                                     | urzędnik wojsk. XI rangi Marcin Kowalczyk                       | do X 1924                                                       | OE Toruń                                                        |
| II referent                                                     | por. / kpt. kanc. Władysław Marian Lekszycki                    | X 1924 – XII 1925                                               | referent poborowy Oddziału Ogólnego Sztabu DOK VIII             |
| oficer instrukcyjny                                             | kpt. piech. Jan Kolanowski                                      | do 30 XI 1923                                                   | 63 pp                                                           |
| oficer instrukcyjny                                             | kpt. piech. Marian I Tomaszewski                                | od I 1924                                                       |                                                                 |
| oficer instrukcyjny                                             | kpt. piech. Antoni Józefowicz                                   | XI 1924 – III 1926                                              | 63 pp                                                           |
| oficer ewidencyjny na powiat brodnicki                          | urzędnik wojsk. XI rangi / por. kanc. Tadeusz Stadnicki         | 1923 – II 1926                                                  | referent inwalidzki PKU Inowrocław                              |
| oficer ewidencyjny na powiat lubawski                           | urzędnik wojsk. X rangi Walenty Tymoteusz Komiszke              | od V 1923                                                       |                                                                 |
| oficer ewidencyjny na powiat toruński                           | urzędnik wojsk. XI rangi / por. kanc. Michał Ciećkiewicz        | do X 1924                                                       | referent Oddziału Ogólnego Sztabu DOK VIII                      |
| oficer ewidencyjny na powiat toruński                           | urzędnik wojsk. XI rangi Marcin Kowalczyk                       | od X 1924                                                       |                                                                 |
| oficer ewidencyjny na powiat wąbrzeski                          | urzędnik wojsk. XI rangi / por. kanc. Marcin Stefanko           | IV 1923 – II 1926                                               | referent inwalidzki                                             |
| Obsada pozostałych stanowisk funkcyjnych PKU w latach 1926–1938 |                                                                 |                                                                 |                                                                 |
| kierownik I referatu administracji rezerw i zastępca komendanta | mjr piech. Eugeniusz Michał Kamiński                            | II 1926 – X 1927                                                | kierownik I referatu PKU Postawy                                |
| kierownik I referatu administracji rezerw i zastępca komendanta | kpt. kanc. Stanisław VI Dąbrowski                               | IV 1928 – IX 1930                                               | kierownik I referatu PKU Kościerzyna                            |
| kierownik I referatu administracji rezerw i zastępca komendanta | kpt. kanc. Stanisław VI Dąbrowski                               | VIII 1931 – VI 1932                                             | kierownik kancelarii Inspektoratu Armii w Toruniu               |
| kierownik I referatu administracji rezerw i zastępca komendanta | kpt. piech. Edward Franciszek Szymla                            | VI 1932 – III 1934                                              | dyspozycja dowódcy OK VIII                                      |
| kierownik I referatu administracji rezerw i zastępca komendanta | kpt. piech. Ksawery Franciszek Grabowski                        | VI 1934 – VI 1938                                               | kierownik I referatu KRU                                        |
| kierownik II referatu poborowego                                | kpt. kanc. Stanisław VI Dąbrowski                               | II 1926 – IV 1928                                               | kierownik I referatu                                            |
| kierownik II referatu poborowego                                | kpt. kanc. Julian Młodnicki                                     | IV 1928 – IV 1929                                               | dyspozycja dowódcy OK VIII                                      |
| kierownik II referatu poborowego                                | kpt. piech. Marian Garbiak                                      | VII 1929 – VIII 1931                                            | kierownik I referatu PKU Kościerzyna                            |
| kierownik II referatu poborowego                                | kpt. piech. Władysław I Szwed                                   | X 1931 – XI 1932                                                | dyspozycja dowódcy OK VIII                                      |
| kierownik II referatu poborowego                                | kpt. piech. Maksymilian Sikorski                                | XII 1932 – 30 XI 1935                                           | stan spoczynku                                                  |
| kierownik II referatu poborowego                                | kpt. piech. Jan Danowski                                        | XII 1935 – VI 1938                                              | kierownik II referatu KRU                                       |
| referent                                                        | por. kanc. Michał Ciećkiewicz                                   | II 1926 – IV 1927                                               | referent PKU Nowy Targ                                          |
| referent                                                        | kpt. kanc. Julian Młodnicki                                     | IV 1927 – IV 1928                                               | kierownik II referatu                                           |
| referent                                                        | por. kanc. Marcin Stefanko                                      | IV 1928 – VIII 1931                                             | dyspozycja dowódcy OK VIII                                      |
| referent inwalidzki                                             | por. kanc. Marcin Stefanko                                      | II 1926 – IV 1928                                               | referent                                                        |
| Obsada pozostałych stanowisk funkcyjnych KRU w latach 1938–1939 |                                                                 |                                                                 |                                                                 |
| kierownik I referatu ewidencji                                  | kpt. adm. (piech.) Ksawery Franciszek Grabowski                 | 1939                                                            |                                                                 |
| kierownik II referatu uzupełnień                                | kpt. adm. (piech.) Jan Danowski                                 | 1939                                                            |                                                                 |